# Fabas, Haute-Garonne
Fabas là một xã thuộc tỉnh Haute-Garonne trong vùng Occitanie ở tây nam nước Pháp. tây nam nước Pháp. Thị Fabas trấn nằm ở khu vực có độ cao trung bình 340 mét trên mực nước biển.